# Bernardino Lanzani

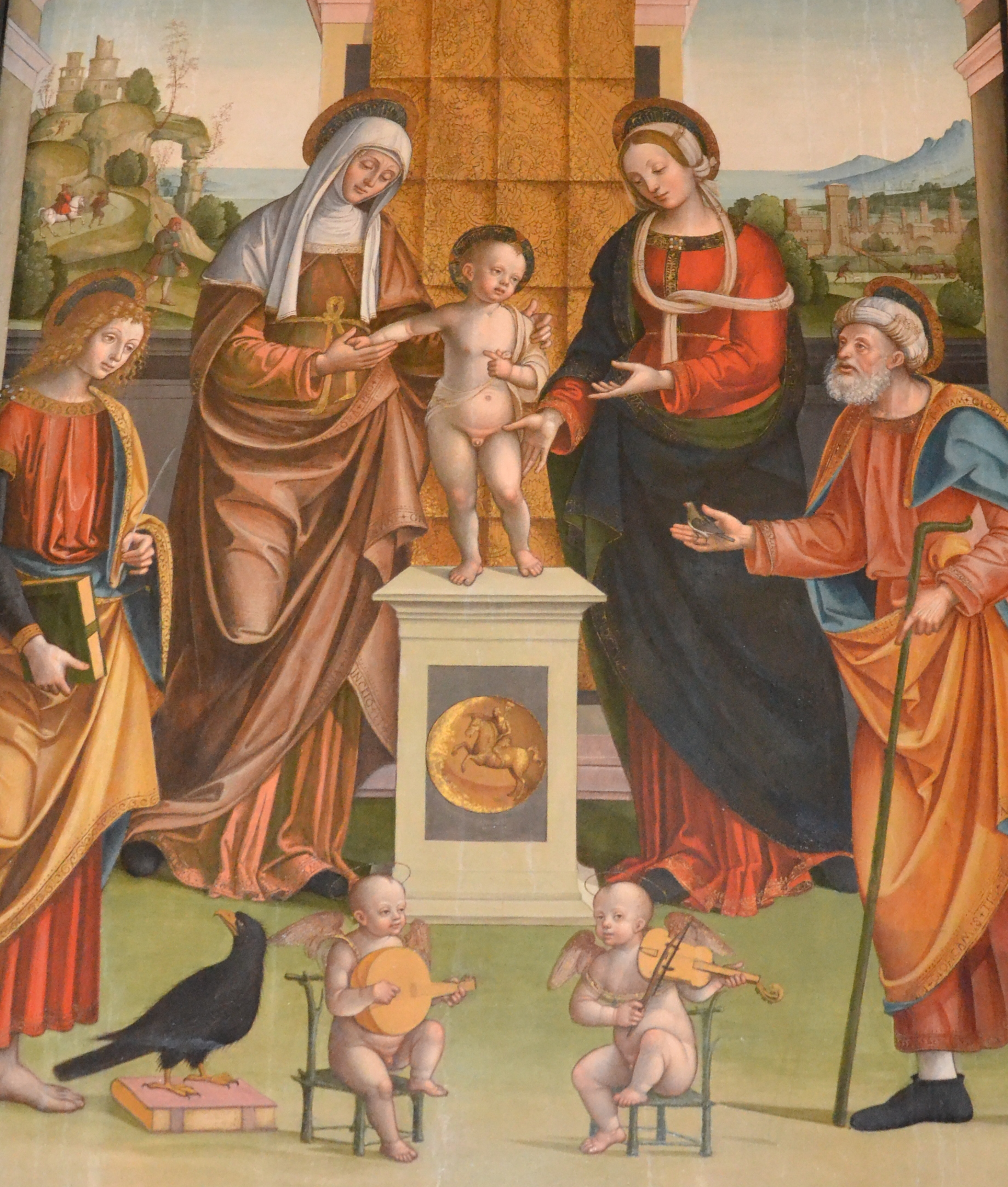
Gesù Bambino tra la Madonna, i SS. Anna, Gioacchino, Giovanni Evangelista, Chiesa di Santa Maria del Carmine (Pavia)

Bernardino Lanzani (San Colombano al Lambro, 1460 – 1530 circa) è stato un pittore italiano.

## Vita e opere
Pittore lombardo, seguace del Bergognone, autore di numerosi quadri ed affreschi. La sua biografia risale agli scritti dei monaci benedettini prima a Pavia e poi a Bobbio dove visse fino all'ultimo lavorando.
Bernardino Lanzani nacque a San Colombano al Lambro attorno al 1460, della sua giovinezza non si sa molto, tranne che fin da giovane fu allievo e poi seguace del pittore lombardo Ambrogio da Fossano detto il Bergognone; successivamente si sposò sempre a San Colombano ed ebbe una figlia.

La più antica notizia di Bernardino Lanzani risale al 1490. Il 13 dicembre di quell'anno Bartolomeo Calco, segretario di Ludovico il Moro, Signore di Milano, scrive al Podestà di Castel San Giovanni che gli mandi subito il maestro Bernardino da San Colombano per dipingere la sala grande del Castello. Tra il 1506 e il 1507 affrescò la cappella di San Salvatore del monastero di Santa Maria Teodote a Pavia.

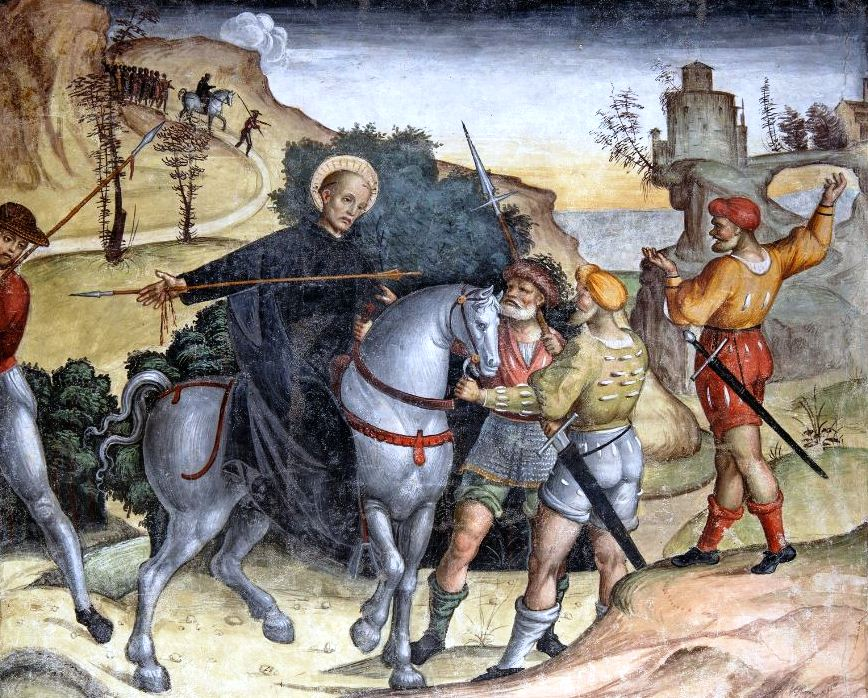
Episodi di vita di San Maiolo abate di Cluny, Pavia, San Salvatore

Sempre a  Pavia egli lavorò realizzando per la Chiesa di Santa Maria del Carmine (Pavia) un trittico a tempera su tavola, raffigurante Gesù Bambino tra la Madonna, i SS. Anna, Gioacchino, Giovanni Evangelista; ed affrescando nel 1524 la chiesa di San Teodoro, raffigurante la città di Pavia con il famoso Ponte Coperto.
Il 1º giugno 1525 Bernardino è a Pieve Porto Morone nella casa di certo Bartolomeo de Lossano, viene a lite con l'ospite e questi lo colpisce al viso con una tazza; allora Bernardino afferra un coltello da una tavola e lo ferisce gravemente al petto e ad un braccio. Pochi giorni dopo il "de Lossano" muore e Bernardino deve darsi alla fuga. Udite le varie testimonianze, viene condannato in contumacia alla pena di morte mediante il taglio della testa, alla confisca di tutti i beni e alla estradizione da tutti i territori soggetti alla giurisdizione della Contessa.

### Presso l'Abbazia di San Colombano a Bobbio
Egli si rifugia in un primo tempo, presso i Benedettini di S. Salvatore a Pavia. Nell'autunno del 1526 lo troviamo a Bobbio, dove, il 21 ottobre, si impegna con regolare contratto a decorare sia l'interno che l'esterno della nuova grande chiesa, l'attuale Abbazia di San Colombano che i Benedettini di Santa Giustina di Padova hanno costruito con l'aiuto finanziario di tutti i maggiori monasteri benedettini d'Italia.
Appena stipulato il contratto con l'abate per 550 lire dell'epoca, Bernardino si mette al lavoro. Il Monastero gli fornisce il ponteggio, i muratori che gli stenderanno la calce per l'affresco e gli imbianchini che gli scialberanno i muri per le tempere, come da accordo. L'artista prevede di terminare il lavoro alla fine del 1527 o nei primi mesi del 1528.
Il suo impegno non era solo quello di dipingere la chiesa nuova, bensì anche "il Paradiso" posto davanti alla chiesa, con la volta della porta. Di questi ultimi dipinti non è rimasta traccia.
Quest'ultimo "paradiso del monastero", di cui Bernardino parla, potrebbe essere quello del chiostro interno del Monastero che nel 1526 non era ancora stato abbattuto. Sopra la porta dell'antico refettorio, c'è un dipinto che rappresenta il papa San Gregorio Magno circondato da cornici; sempre attribuito al Lanzani assieme all'affresco del refettorio del monastero ora sede del Museo della città di Bobbio.
Durante i recenti lavori di restauro dell'abbazia viene ritrovata la grande Annunciazione, ormai deteriorata dai muratori del settecento (era dipinta attorno al rosone e fu ritrovata inaspettatamente durante gli ultimi restauri). 
Nell'Annunciazione Bernardino sfoga tutto il patetico e l'accoramento che affligge la sua anima. L'artista a Bobbio era forse sul finire della sua vita, si sentiva vecchio e tale si dipingeva nell'autoritratto inserito nell'arco, sopra la Cappella maggiore della Basilica. Era lontano dalla patria, né vi poteva più tornare, perché colà l'aspettava la condanna a morte. Era lontano dalla famiglia, in particolare dalla figlia, e sapeva bene che difficilmente avrebbe potuto rivederla e che raffigura nel volto della Madonna.

L'affresco posto sull'arco della Cappella grande della Basilica è l'opera più importante del Lanzani, per l'ampiezza dello spazio e per il ritmo della distribuzione dei personaggi; raffigura Papa San Gregorio Magno, vestito di abiti pontificali e seduto in trono. A sinistra e a destra, ma in posizione più arretrata, lo assistono cardinali e personaggi coronati, circondati da dignitari e da paggi.

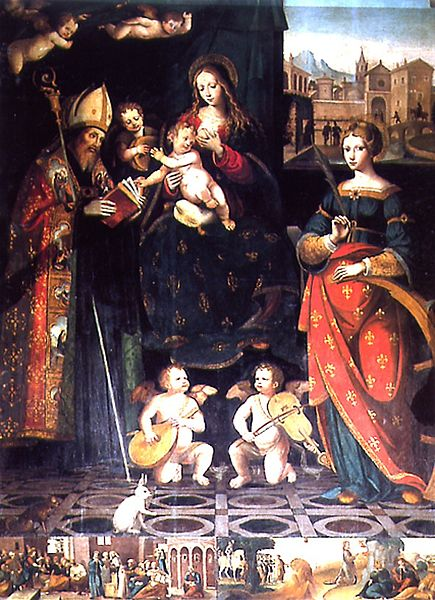
Madonna con i Santi

L'ultima opera attribuita al Lanzani, esistente a Bobbio, è la Madonna con i Santi, raffigurante la Madonna in trono con Bambino, Santa Caterina d'Alessandria e San Benedetto. Fino a poco tempo fa era nel Museo dell'Abbazia, ora è ritornata sull'altare di S. Benedetto, nel transetto di sinistra dell'Abbazia di San Colombano.
È una grande tavola con in basso una predella divisa in due scomparti. In uno è rappresentato Gesù tra i dottori nel Tempio, nell'altro Gesù orante nell'orto degli olivi.
Il Lanzani non fu "un grande". I grandi allora si chiamavano Raffaello, Leonardo e Carpaccio. Bernardino fu uno dei tanti, che "andò a bottega" ad imparare il mestiere e lo imparò benissimo. Le richieste del mercato lo portarono a frequentare le maggiori città lombarde e anche centri minori non meno culturalmente importanti. In questo suo girovagare, entrò in contatto con molte scuole pittoriche del suo tempo. A Milano e a Pavia conobbe il Bramante e Leonardo, ma non fu mai un Vinciano, come allora fu di moda. Egli aveva capacità assimilative non comuni, ma non si lasciò mai dominare da nessuna scuola. Nel periodo migliore della sua attività, che coincide con un periodo che va dalla fine del Quattrocento ai primi decenni del Cinquecento, egli si pone fuori della cultura lombarda, pur conservandone gli schemi. Egli ha il sentore di un'età nuova in arrivo, ne avverte dentro di sé l'esigenza. Ci sono in lui tentativi molto significativi di arrivare ad una espressione più libera. Ma tali esigenze contrastano in lui con quelle della clientela.
A Bobbio, negli affreschi della Basilica (meno ovviamente nelle tavole, che sono state dipinte fuori dell'ambiente bobbiese), la presenza dei Padri Benedettini alle sue spalle è assidua. Essi, per contratto, si sono riservati un controllo quotidiano sul suo lavoro. 
Le immagini del Lanzani sono comunque il frutto di una crisi profonda. Bernardino ne ebbe forse coscienza, ma non ebbe mai il coraggio di affrontarla fino in fondo.
Potrebbe però anche darsi che il rinnovamento dell'arte lo avesse sorpreso ormai in età. Se egli è nato intorno al 1460, come pare, nel 1527 egli ha quasi settant'anni e può essere fisicamente stanco. Dopo quella data, di lui non si ha più alcuna notizia.

## Opere
Lista delle opere del Lanzani:
- Episodi di vita di San Maiolo abate di Cluny, primi anni del XVI secolo, Pavia, San Salvatore.
- Affreschi, 1506- 1507, Pavia, cappella di San Salvatore del monastero di Santa Maria Teodote.
- affreschi con i dottori della Chiesa, gli Evangelisti e i Profeti nella volta della campata davanti all'altare della Vergine e l'Annunciazione sopra l'arco della campata, 1508, Basilica di San Michele Maggiore, Pavia;
- Gesù Bambino tra la Madonna, i SS. Anna, Gioacchino, Giovanni Evangelista, tempera su tavola, del 1515 Chiesa di Santa Maria del Carmine (Pavia) di Pavia;
- Affresco di Pavia,1524 circa, chiesa di San Teodoro, Pavia;
- Affresco con il Ponte Coperto di Pavia, 1524 circa, chiesa di San Teodoro, Pavia;
- Affreschi dell'Abbazia di San Colombano, 1526-1530, Abbazia di San Colombano di Bobbio;
- Madonna con i Santi, tempera su tavola, del 1526, Abbazia di San Colombano di Bobbio;
- Natività,tempera su tela, del 1526, Museo dell'Abbazia di San Colombano di Bobbio;